# El Rodeo (Morelos)
El Rodeo es una localidad del estado mexicano de Morelos. Es parte del municipio de Miacatlán.

## Demografía
| Gráfica de evolución demográfica |
|                                  |

| Censo | Población |
| ----- | --------- |
| 1940  | 195       |
| 1950  | 264       |
| 1960  | 533       |
| 1970  | 561       |
| 1980  | 692       |
| 1990  | 952       |
| 2000  | 1238      |
| 2010  | 1278      |
| 2020  | 1436      |